# Zwieten
Het kasteel Zwieten of Swieten stond in het Nederlandse dorp Zoeterwoude, provincie Zuid-Holland. Het voormalige kasteelterrein is een archeologisch rijksmonument.

## Geschiedenis
In 1305 werd Philips van Santhorst beleend met goederen in Zoeterwoude. Op een goederenlijst uit 1312 werd Swieten voor het eerst genoemd. Nadat Philips in 1317 was overleden, werd zijn gelijknamige zoon met de goederen te Zoeterwoude beleend. In 1321 was er opnieuw een vermelding van Swieten als zijnde een van de leengoederen.
De eerste eigenaar die ook echt als kasteelheer van slot Zwieten bekend staat, was Dirk van Swieten. Hij sneuvelde in 1345 in de slag bij Staveren.
Zwieten had te lijden van de Hoekse en Kabeljauwse twisten. In 1420 trok hertog Jan van Beieren op richting Leiden om deze stad te belegeren. Hierbij werden diverse kastelen in de omgeving ingenomen of verwoest, en ook kasteel Zwieten raakte hierbij zwaar beschadigd.
In 1417 erfde Willem van Swieten van Montfoort het kasteel. Het was een Naaldwijks leen, verbonden aan de hofstede Teijlingen. Hij wist het kasteel in 1423 vrij te maken, waarmee het een eigen goed werd. In 1424 verkocht hij Zwieten aan Boudijn van Zwieten, tresorier van de Hollandse graaf. Boudijn droeg het kasteel in 1435 op aan Frank van Borssele en kreeg het als Zuylens leen weer terug.

### Tachtigjarige Oorlog
Toen de Tachtigjarige Oorlog uitbrak, moest Adriaan van Zwieten in 1568 vluchten naar Embden voor hertog Alva, die hem verbande en vogelvrij verklaarde. In 1572 was Adriaan onderdeel van de watergeuzen die Brielle innamen. Toen een jaar later Spaanse troepen begonnen met de belegering van Leiden, werd kasteel Zwieten door hen zwaar beschadigd. In het kasteel werden Spaanse soldaten gelegerd. Tijdens gevechten in september 1574 werd het dorp geplunderd en verwoest, en kasteel Zwieten werd in brand gestoken om te voorkomen dat het door de Spanjaarden kon worden gebruikt. Na de strijd werd het kasteel hersteld en het grondbezit werd uitgebreid tot 54 morgen.
Adriaan overleed in 1584. Zijn gelijknamige zoon verkocht vanwege financiële problemen het kasteel en de bijbehorende tienden in 1602 aan Hugo van Mierop. In 1632 werd het kasteel verkocht aan Cornelis Bicker, burgemeester van Amsterdam. Diens zoon Gerard erfde het kasteel in 1660 en liet zich voortaan Gerard Bicker van Swieten noemen.

### Verbouwing en sloop
In 1717 werd kasteel Zwieten verbouwd en kreeg het meer het uiterlijk van een landhuis. De tuinen werden omgevormd tot siertuinen in Lodewijk XIV-stijl. Na het overlijden van mr. Gerard Bicker in 1753 verkochten zijn nazaten het kasteel aan de heer Lampsins. Via Jan Dansen-Nijman kwam het slot in 1791 bij Vincent Snoek van Tol. Het kasteel was in 1794 onbewoond en een jaar later werd begonnen met de sloop, die tot 1805 zou duren. Het bouwpuin werd gebruikt om de weg van Den Haag naar Utrecht mee te bestraten.

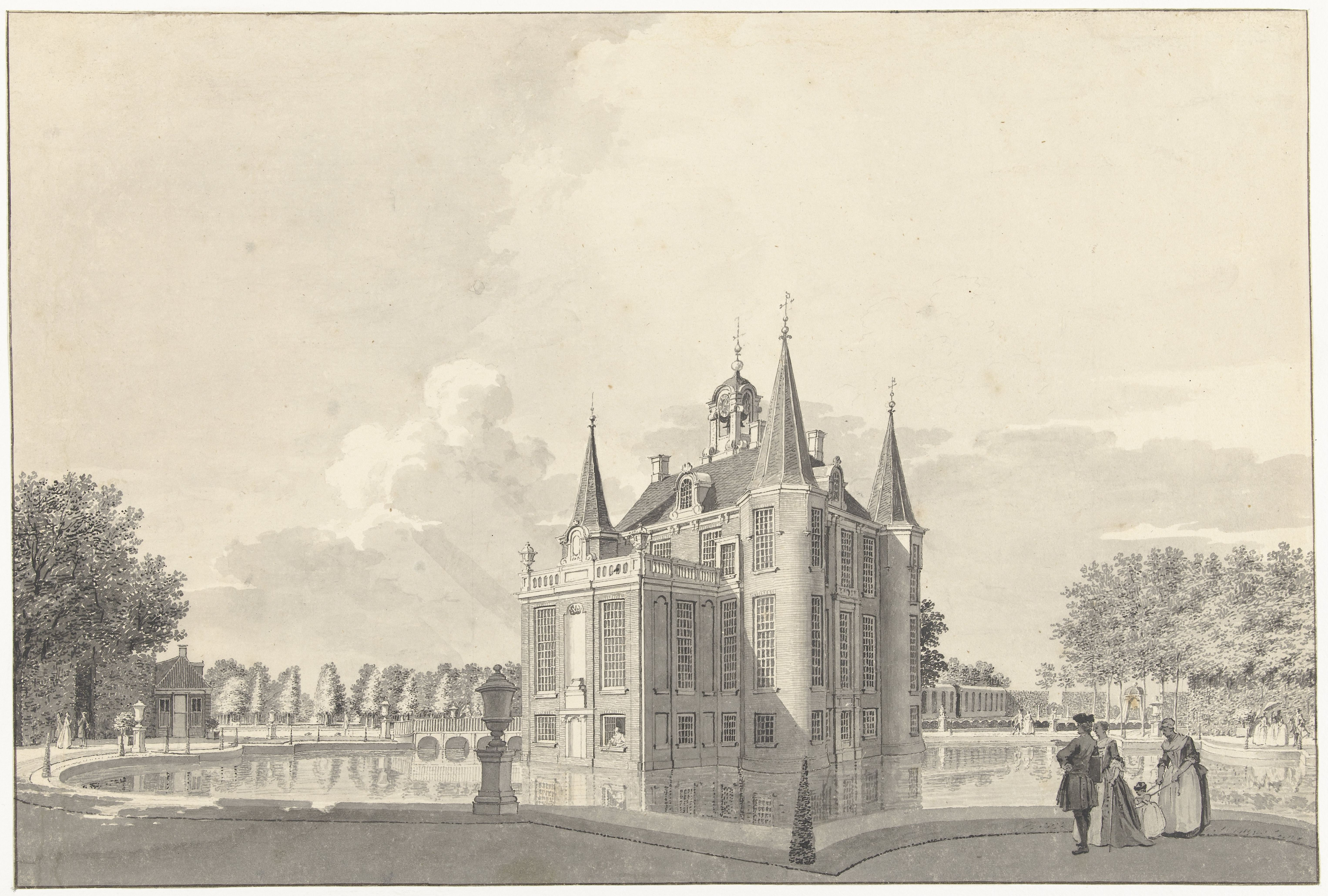
Gezicht op het kasteel Swieten, 1e helft 18e eeuw

## Beschrijving
Het middeleeuwse kasteel Zwieten was een omgracht bouwwerk van twee naastgelegen vleugels met vier hoektorens. In de 16e eeuw zou het kasteel beschikken over een grote bibliotheek en een kapelanie. Het kasteel werd in 1574 ernstig beschadigd, maar door Adriaan van Swieten weer hersteld. Het slot werd omgeven door singels en boomgaarden; een oprijlaan met essen leidde naar de poort van het kasteel.
In de 18e eeuw werd het kasteel verbouwd, waarbij de twee vleugels onder één dak werden gebracht. Ook werden de vensters vergroot. Hierdoor kreeg het middeleeuwse slot meer het aanzien van een landhuis.
Van het kasteel is alleen de omgrachting bewaard gebleven. Deze ligt op het terrein van bierbrouwerij Heineken. 
Abbenbroek · Abspoel · Adegeest · Slot Alkemade ·  Altena · Arkelsburg · Bellesteyn · Huis ten Berghe · Binckhorst · Binnenhof · Blijdestein · Te Blotinghe · Boekenburg · Boekhorst · Boshuysen · Bulgersteyn · Burcht (Leiden) · Burcht (Voorne) · Slot Capelle · Coebel · Cranenburg · Crayestein · Cronesteyn · Crooswijk · Develstein · 't Huys Dever · Dirks Steenhuis · Ter Does · Duivenstein · Duivenvoorde · Endegeest · Endepoel · Foreest · Giessenburg · Gravensteen · Groot Haesebroek · 's Heeraartsberg · Hof van Wateringen · Holy · Slot Honingen · Kasteel van de Heren van Arkel · Kasteel van Gouda · Keenenburg · Kasteel Keukenhof · Klein Poelgeest · Huis te Langerak · Langestein · Huis te Liesveld · Ter Lips · De Loo · Madeburcht · Marenburch · Meerburg · Huis te Merwede · Huis ter Mey · Kasteel van der Meye · Niemandsvriend · Noordeloos · Oud-Berendrecht · Oud-Poelgeest · Oud Teylingen · Paddenpoel · Persijn · Groot Poelgeest · Hof van Putten · Puttensteyn · Landgoed De Raephorst · Kasteel Ravesteyn · Kasteel van Rhoon · Rijnegom · Rijnenburg · Huis te Riviere · Rodenburg · Hofstad Rodenrijs · Rodenrijs · Rosenburgh · Huis Roucoop · Santhorst · Schelluinderberg · Schonenburg · Kasteel van Schoonhoven · Souburgh · Spangen · Starrenburg · Huis ter Specke · Steenvoorde · Stenevelt · Slot Teylingen · Den Toll · Torenvliet · Slot Valckesteyn · Huis ter Waard · Warmont · Ter Weer · Hof van Wena · Kasteel Westerbeek · Huis te Woude · Kasteel van IJsselmonde · 't Zand · Huis Zevender · Kasteel aan de Zevender · Zijlhof · Zonneveld · Huis Zuidwijk · Zwieten